# Sarkofag riszi

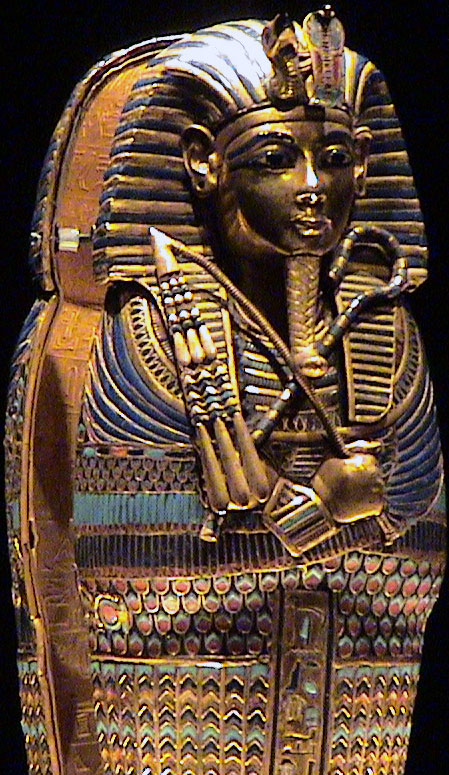
Sarkofag „riszi” wykonany dla faraona Tutanchamona

Riszi – dekoracyjna odmiana sarkofagu upowszechniona w starożytnym Egipcie w okresie rządów XVII dynastii i w czasach pierwszych faraonów XVIII dynastii. 
Był to sarkofag antropoidalny wykonany z drewna, którego cechą charakterystyczną jest pokrycie jego powierzchni ornamentem w kształcie piór ptasich. 
Nazwa pochodzi od arabskiego „riszi” (pióro) i nawiązuje do sposobu zdobienia tych sarkofagów. Kwestią nierozstrzygniętą pozostaje pochodzenie i sakralne znaczenie dekorowania sarkofagów podobnym ornamentem. Istnieje domniemanie, że było to nawiązaniem do wyobrażenia ba zmarłego lub do przedstawień Neftydy albo Izydy, gdyż xarówno ba, jak i obie boginie bywali w sztuce przedstawiani w ptasiej postaci. 
Sarkofagi riszi zaczęto wykorzystywać do pochówków w czasach XVII dynastii, rozpowszechniły się one wtedy wśród różnych grup społecznych Egiptu (w tym władców i ich rodzin), podobnie jak w okresie rządów następnej (XVIII) dynastii. Później odmiana ta wyszła z użycia, z wyjątkiem pochówków królewskich, gdy używano jej dla członków XXI dynastii. Początkowo sarkofagi te były kartonażowe, potem jednak rozpowszechniły się drewniane. W obu przypadkach zarówno pióra, jak i inne elementy zdobienia były malowane. W późniejszej fazie „pióra” w sarkofagach osób bogatych wykonywano ze szlachetnych metali, kamieni ozdobnych albo masy szklanej; w przypadku sarkofagu Tutanchamona są one ze złota. Pierwszym opisanym znaleziskiem tego rodzaju był odnaleziony w 1898 przez A. Weigalla w grobowcu Amenhotepa II sarkofag z mumią królowej Teje, o dekoracji wykonanej ze złota, karneolu i lapis lazuli.     